# 天長 (日本)
天長（824年2月8日~834年2月14日）是日本的年號之一，指的是弘仁之後、承和之前。此時的天皇是平安時代之淳和天皇和仁明天皇。

## 改元
- 弘仁十五年正月初五（824年2月8日） 改元。
- 天長十一年正月初三（834年2月14日） 改元承和。

## 大事記
- 天長十年：清原夏野撰寫獻上《令義解》。

## 紀年
| 天長 | 元年  | 二年  | 三年  | 四年  | 五年  | 六年  | 七年  | 八年  | 九年  | 十年  |
| 公元 | 824年 | 825年 | 826年 | 827年 | 828年 | 829年 | 830年 | 831年 | 832年 | 833年 |
| 干支 | 甲辰  | 乙巳  | 丙午  | 丁未  | 戊申  | 己酉  | 庚戌  | 辛亥  | 壬子  | 癸丑  |

| 天長 | 十一年 |
| 公元 | 834年  |
| 干支 | 甲寅   |